# ری والستن
ری والستن (انگلیسی: Ray Walston; ۲ نوامبر ۱۹۱۴ – ۱ ژانویهٔ ۲۰۰۱) هنرپیشه و کمدین اهل ایالات متحده آمریکا بود. وی بین سال‌های ۱۹۴۵ تا ۲۰۰۱ میلادی فعالیت می‌کرد.
وی در نیواورلئان، لوئیزیانا زاده شد و دومین پسر یک چوب‌بر بود. ری والستن حرفه بازیگری را از کودکی آغاز نمود.

## فیلم‌شناسی
از فیلم‌ها یا برنامه‌های تلویزیونی که وی در آن نقش داشته‌است می‌توان به آثار زیر اشاره کرد.
- ۱۹۶۰: - آپارتمان در نقش Joe Dobisch
- ۱۹۶۳–۶۶: - مریخی محبوب من در نقش Uncle Martin
- ۱۹۶۴: - احمق مرا ببوس در نقش Orville
- ۱۹۶۹: - واگنت را رنگ کن در نقش Mad Jack Duncan
- ۱۹۷۳: - نیش در نقش J.J. Singleton
- ۱۹۸۰: - پاپای در نقش Poopdeck Pappy
- ۱۹۸۲: - همسر اوهارا
- ۱۹۸۳: - مدرسه خصوصی در نقش Chauncey
- ۱۹۸۴: - جانی خطرناک
- ۱۹۸۶: - اسلج همر!
- ۱۹۸۸: - بهیار در نقش Heart Attack Victim
- ۱۹۹۱: - چسفیل در نقش Dr. Mnesyne
- ۱۹۹۲: - پیشتازان فضا: نسل بعدی در نقش Boothby
- ۱۹۹۲: - بازیگر در نقش Ray Walston
- ۱۹۹۲: - موش‌ها و آدم‌ها در نقش Candy
- ۱۹۹۲–۹۶: - حصار چوبی در نقش Judge Henry Bone
- ۱۹۹۶: - حبس خانگی در نقش Chief Rocco